# まいにちドイツ語
まいにちドイツ語（まいにちドイツご）は、NHKラジオ第2放送で放送されている、NHK語学番組のひとつ。
前身の『ドイツ語講座』を引き継ぎ、2008年度に始まる。
アンコールまいにちドイツ語は2014年度まで放送されていた。（2008年度〜2009年度はアンコールドイツ語講座の放送が行われていた。）

## 放送時間
＜本放送＞
- 月〜金→7時00分〜7時15分

＜同日放送分の再放送＞
- 月〜金→11時00分〜11時15分
- 月〜金→14時00分〜14時15分

## インターネットによる番組配信
「らじる★らじる」アプリおよび「らじる★らじる」ウェブサイトでは、リアルタイムの本放送および再放送のほか、本放送の放送直後から1週間、聴くことができる。
「NHKゴガク」アプリでは、本放送の翌週月曜日午前10時から1週間、聴くことができる（一部を除く）。

## 今年度の講師・パートナー・放送内容
- 柳原伸洋（東京女子大学教授、ドイツ近現代史）／ジェナ・ローズ（俳優・タレント）、ナビゲーター綿谷エリナ（ラジオDJ／エッセイスト）、Blumio（ラッパー）

話したくなるネタドイツ（2025年4月～9月、初級編（月・火））（新作）
- 藁谷郁美（慶應義塾大学(SFC)教授、ドイツ語教育・文学）／マリタ・クランベック（ドイツ語教師）、アンドレアス・マイヤー（慶應義塾大学(SFC)訪問講師、ドイツ語教育）、ナビゲーター綿谷エリナ

シチュエーションで学ぶドイツ語（2025年4月～9月、初級編（水））（新作）
- 小松原由理（上智大学教授、ドイツ文学）／ビティヒ・マティアス（獨協大学専任講師、ドイツ語教師）、ナビゲーター綿谷エリナ

ベルリンからのドイツ語シャワー（2025年4月～9月、応用編（木・金））（2023年10月～2024年3月の再放送）

## 過去の講師・放送内容

### 2008年度
- 保阪良子（2008年4月～9月、入門編（月・水・金））

『カナ』手本ドイツ語　Deutsch mit Pfiff
- 太田達也（2008年4月～9月、中級編（火・木））

フェリックスの日記帳　～これでナットク！　ドイツ語文法～　Kopf hoch, Hampelmann!
- 清野智昭（2008年10月～2009年3月、入門編（月～木））（2007年4月～9月の再構成）

Die geheimnisvolle Frau　謎の女
- 清野智昭（2008年10月～2009年3月、応用編（金））

ドイツ語発音クリニック～直してみせます、日本語なまり!～

### 2009年度
- 大谷弘道（2009年4月～9月、入門編（月～木））

ドイツ語、基礎のきそ
- 小塩節（2009年4月～9月、応用編（金））

ドイツ語うるわし　～心に残る珠玉の名言～
- 保阪良子（2009年10月～2010年3月、入門編（月～水））（2008年4月～9月の再放送）

『カナ』手本ドイツ語　Deutsch mit Pfiff
- 太田達也（2009年10月～2010年3月、中級編（木・金））（2008年4月～9月の再放送）

フェリックスの日記帳　～これでナットク！　ドイツ語文法～　Kopf hoch, Hampelmann!

### 2010年度
- 市川明（2010年4月～9月、入門編（月～木））

レアとラウラと楽しむドイツ語
- 小塩節（2010年4月～9月、応用編（金））（2009年4月～9月の再放送）

ドイツ語うるわし　～心に残る珠玉の名言～
- 大谷弘道（2010年10月～2011年3月、入門編（月～木））（2009年4月～9月の再放送）

ドイツ語、基礎のきそ
- 小塩節（2010年10月～2011年3月、応用編（金））（2009年4月～9月の再放送）

ドイツ語うるわし　～心に残る珠玉の名言～

#### アンコールまいにちドイツ語
- 保阪良子（2010年4月～9月、2010年10月～2011年3月、入門編（月～水））（2008年4月～9月の再放送）

『カナ』手本ドイツ語　Deutsch mit Pfiff
- 太田達也（2010年4月～9月、2010年10月～2011年3月、中級編（木・金））（2008年4月～9月の再放送）

フェリックスの日記帳　～これでナットク！　ドイツ語文法～　Kopf hoch, Hampelmann!

### 2011年度
- 渡部重美（2011年4月～9月、入門編（月～水））

ゾフィーのドイツ語教室
- 相澤啓一、ラインハルト・ツェルナー（2011年4月～9月、応用編（木・金））

ドイツ語が見てきたNIPPON
- 清野智昭（2011年10月～2012年3月、入門編（月～木））（2008年10月～2009年3月の再放送）

Die geheimnisvolle Frau　謎の女
- 清野智昭（2011年10月～2012年3月、応用編（金））（2008年10月～2009年3月の再放送）

ドイツ語発音クリニック～直してみせます、日本語なまり!～

#### アンコールまいにちドイツ語
- 大谷弘道（2011年4月～9月、2011年10月～2012年3月、入門編（月～木））（2009年4月～9月の再放送）

ドイツ語、基礎のきそ
- 小塩節（2011年4月～2011年9月、2011年10月～2012年3月、応用編（金））（2009年4月～9月の再放送）

ドイツ語うるわし　～心に残る珠玉の名言～

### 2012年度
- 白井宏美（2012年4月～9月、入門編（月～水））

きっと新しい私に出会える“大人な女”のひとり旅
- 保阪良子（2012年4月～9月、応用編（木・金））

言うが花のドイツ語
- 市川明（2012年10月～2013年3月、入門編（月～木））（2010年4月～9月の再放送）

レアとラウラと楽しむドイツ語
- ヴィンチェンツォ・スパニョーロ、ナディーン・カチマレック（2012年10月～2013年3月、応用編（金））

Auf Deutsch fur Euch!

#### アンコールまいにちドイツ語
- 渡部重美（2012年4月～9月、2012年10月～2013年3月、入門編（月～水））（2011年4月～9月の再放送）

ゾフィーのドイツ語教室
- 相澤啓一、ラインハルト・ツェルナー（2012年4月～9月、2012年10月～2013年3月、応用編（木・金））（2011年4月～9月の再放送）

ドイツ語が見てきたNIPPON

### 2013年度
- 柿沼義孝（2013年4月～9月、入門編（月～水））

月の光ソナタ―ヒカリとあきら
- 相澤啓一、ラインハルト・ツェルナー（2013年4月～9月、応用編（木・金））（2011年4月～9月の再放送）

ドイツ語が見てきたNIPPON
- 渡部重美（2013年10月～2014年3月、入門編（月～水））（2011年4月～9月の再放送）

ゾフィーのドイツ語教室
- 中山純（2013年10月～2014年3月、応用編（木・金））

オーストリアの魅力について話そう

#### アンコールまいにちドイツ語
- 市川明（2013年4月～9月、2013年10月～2014年3月、入門編（月～木））（2010年4月～9月の再放送）

レアとラウラと楽しむドイツ語
- ヴィンチェンツォ・スパニョーロ、ナディーン・カチマレック（2013年4月～9月、2013年10月～2014年3月、応用編（金））（2012年10月～2013年3月の再放送）

Auf Deutsch fur Euch!

### 2014年度
- 中山純、ハンス-ヨアヒム・クナウプ（2014年4月～9月、入門編（月～水））

kompass
- 保阪良子（2014年4月～9月、応用編（木・金））（2012年4月～9月の再放送）

言うが花のドイツ語
- 白井宏美（2014年10月～2015年3月、入門編（月〜水））（2012年4月～9月の再放送）

きっと新しい私に出会える“大人な女”のひとり旅
- 古田善文（2014年10月～2015年3月、応用編（木・金））

黒猫イクラと不思議の森

#### アンコールまいにちドイツ語
- 柿沼義孝（2014年4月～9月、2014年10月〜2015年3月、入門編（月～水））（2013年4月～9月の再放送）

月の光ソナタ―ヒカリとあきら
- 中山純（2014年4月～年9月、2014年10月〜2015年3月、応用編（木・金））（2013年10月～2014年3月の再放送）

オーストリアの魅力について話そう

### 2015年度
- 中山純、ハンス-ヨアヒム・クナウプ（2015年4月～9月、入門編（月～水））（2014年4月〜9月の再放送）

kompass
- アンゲリカ・ヴェルナー、トーマス・マイアー、山本淳 （2015年4月〜9月、応用編（木・金））

ドイツ人が見たい日本　Magazin KREUZ UND QUER IN JAPAN
- 中山純、ハンス-ヨアヒム・クナウプ（2015年10月〜2016年3月、初級編（月〜水））（2014年4月〜9月の続編）

kompass2
- 古田善文（2015年10月～2016年3月、応用編（木・金））（2014年10月～2015年3月の再放送）

黒猫イクラと不思議の森

### 2016年度
- 秋野有紀 、マルコ・ラインデル（2016年4月～9月、入門編（月～水））

ケイと双子のライオン
- アンゲリカ・ヴェルナー、トーマス・マイアー、山本淳（2016年4月～9月、応用編（木・金））（2015年4月～9月の再放送）

ドイツ人が見たい日本　Magazin KREUZ UND QUER IN JAPAN
- 中山純、ハンス-ヨアヒム・クナウプ（2016年10月～2017年3月、初級編（月〜水））（2015年10月～2016年3月の再放送）

kompass2
- 田中雅敏（2016年10月～12月、応用編（木・金））

ドイツ語発見の旅
- 美留町義雄（2017年1月～3月、応用編（木・金））

鴎外の見たドイツ

### 2017年度
- 藤井明彦（2017年4月～9月、初級編（月～水））

ドイツ語で巡る建築
- 田中雅敏（2017年4月～6月、応用編（木・金））（2016年10月～12月の再放送）

ドイツ語発見の旅
- 美留町義雄（2017年7月～9月、応用編（木・金））（2017年1月～3月の再放送）

鴎外の見たドイツ
- 秋野有紀 、マルコ・ラインデル（2017年10月～2018年3月、入門編（月～水））（2016年4月～9月の再放送）

ケイと双子のライオン
- 前田良三（2017年10月～12月、応用編（木・金））

ベルリン－変転する都市
- 平高史也（2018年1月～3月、応用編（木・金））

日本について話そう

### 2018年度
- 藁谷郁美（2018年4月～9月、入門編（月～水））

ぶどう畑のマリー
- アンゲリカ・ヴェルナー、トーマス・マイアー、山本淳 （2018年4月～9月、応用編（木・金））（2015年4月～9月の再放送）

ドイツ人が見たい日本　Magazin KREUZ UND QUER IN JAPAN
- 藤井明彦（2018年10月～2019年3月、初級編（月～水））（2017年4月～9月の再放送）

ドイツ語で巡る建築
- 太田達也（2018年10月～2019年3月、応用編（木））

話して覚える とっさのドイツ語
- 田中雅敏（2018年10月～2019年3月、応用編（金））

ドイツ語発見の旅2

### 2019年度
- 高橋亮介（2019年4月～9月、入門編（月～水））

スッキリ！はじめてのドイツ語
- 前田良三 （2019年4月～6月、応用編（木・金））（2017年10月～12月の再放送）

ベルリン－変転する都市
- 平高史也（2019年7月～9月、応用編（木・金））（2018年1月～3月の再放送）

日本について話そう
- 藁谷郁美（2019年10月～2020年3月、初級編（月～水））（2018年4月～9月の再放送）

ぶどう畑のマリー
- 中山純（2019年10月～12月、応用編（木・金））

ドイツ語ガイドへの道しるべ
- 藤井明彦（2020年1月～3月、応用編（木・金））

ウィーンの音楽家たち

### 2020年度
- 黒田享（2020年4月～6月（7月～9月に再放送）、10月～12月（2021年1月～3月に再放送）、入門編（月～水））

話そう！ ドイツ語
- 中山純（2020年4月～6月、応用編（木・金））（2019年10月～12月の再放送）

ドイツ語ガイドへの道しるべ
- 田中雅敏（2020年7～9月、応用編（木・金））（2018年10月～2019年3月の再放送）

ドイツ語発見の旅2
- 上田浩二（2020年10月～12月、応用編（木・金））

翻訳に挑戦しましょう
- 辻英史（2021年1月～3月、応用編（木・金））

発明家の国―ドイツ

### 2021年度
- 高橋亮介（2021年4月～9月、入門編（月～水））（2019年4月～9月の再放送）

スッキリ！はじめてのドイツ語
- 太田達也（2021年4月～6月、応用編（木・金））（2018年10月～2019年3月の再放送）

話して覚える とっさのドイツ語
- 藤井明彦（2021年7～9月、応用編（木・金））（2020年1月～3月の再放送）

ウィーンの音楽家たち
- 高橋亮介（2021年10月～2022年3月、初級編（月～水））

スッキリ！はじめてのドイツ語２
- 布川恭子（2021年10月～12月、応用編（木・金））

記憶に残る近現代の女性たち
- 前田良三（2022年1月〜3月、応用編（木、金））

ミュンヘン − 芸術の首都の物語

### 2022年度
- 野村幸宏（2022年4月～9月、入門編（月～水））

じっくり・たっぷり・はじめの一歩
- 上田浩二（2022年4月～6月、応用編（木・金））（2020年10月～12月の再放送）

翻訳に挑戦しましょう
- 辻英史（2022年7月～9月、応用編（木・金））（2021年1月～3月の再放送）

発明家の国―ドイツ
- 高橋亮介（2022年10月～2023年3月、初級編（月～水））（2021年10月～2022年3月の再放送）

スッキリ！はじめてのドイツ語２
- 中山純（2022年10月～2023年3月、応用編（木・金））

こつこつ一人で続けよう

### 2023年度
- 田中雅敏（2023年4月～9月、初級編（月～水））

文法からはじめよう
- 布川恭子（2023年4月～6月、応用編（木・金））（2021年10月～12月の再放送）

記憶に残る近現代の女性たち
- 前田良三（2023年7月～9月、応用編 (木、金)）（2022年1月〜3月の再放送）

ミュンヘン − 芸術の首都の物語
- 野村幸宏（2023年10月～2024年3月、入門編（月～水））（2022年4月～9月の再放送）

じっくり・たっぷり・はじめの一歩
- 小松原由理（2023年10月～2024年3月、応用編（木・金））

ベルリンからのドイツ語シャワー

### 2024年度
- 田原憲和（2024年4月～9月、初級編（月～水））

北ドイツの秘宝を探せ！
- 中山純（2024年4月～9月、応用編（木・金））（2022年10月～2023年3月の再放送）

こつこつ一人で続けよう
- 田中雅敏（2024年10月～2025年3月、初級編（月～水））（2023年4月～9月の再放送）

文法からはじめよう
- 松永美穂（2024年10月～12月、応用編（木・金））

多和田葉子を読む
- 川島隆（2025年1月〜3月、応用編（木、金））

カフカを読む

## テーマ曲
- 2024年度
  - Wiener Blond「Eierspeis」